# Лоймівське сільське поселення
Лоймі́вське сільське поселення (рос. Лоймовское сельское поселение) — муніципальне утворення у складі Прилузького району Республіки Комі, Росія. Адміністративний центр — село Лойма.

## Населення
Населення — 904 особи (2017, 1105 у 2010, 1139 у 2002, 1485 у 1989).

## Склад
До складу поселення входять такі населені пункти:
| Населений пункт           | Населення, осіб (1989) | Населення, осіб (2002) | Населення, осіб (2010) |
| ------------------------- | ---------------------- | ---------------------- | ---------------------- |
| Анкерська, присілок       | 69                     | 30                     | 20                     |
| Вотінська, присілок       | 55                     | 21                     | 21                     |
| Галахтионовська, присілок | 127                    | 81                     | 84                     |
| Гар, присілок             | 5                      | 3                      | 1                      |
| Запольська, присілок      | 27                     | 10                     | 11                     |
| Івановська, присілок      | 62                     | 38                     | 41                     |
| Карповська, присілок      | 67                     | 50                     | 55                     |
| Козловська, присілок      | 68                     | 54                     | 43                     |
| Коржинський, селище       | 318                    | 270                    | 278                    |
| Кузнецовська, присілок    | 52                     | 29                     | 32                     |
| Лойма, село               | 277                    | 241                    | 237                    |
| Льохта, присілок          | 18                     | 10                     | 13                     |
| Матвієвська, присілок     | 47                     | 45                     | 32                     |
| Тарасовська, присілок     | 128                    | 129                    | 111                    |
| Тарбієвська, присілок     | 61                     | 32                     | 28                     |
| Уркінська, присілок       | 104                    | 96                     | 98                     |